# Maria Luisa Gabriella von Savoyen (1688–1714)

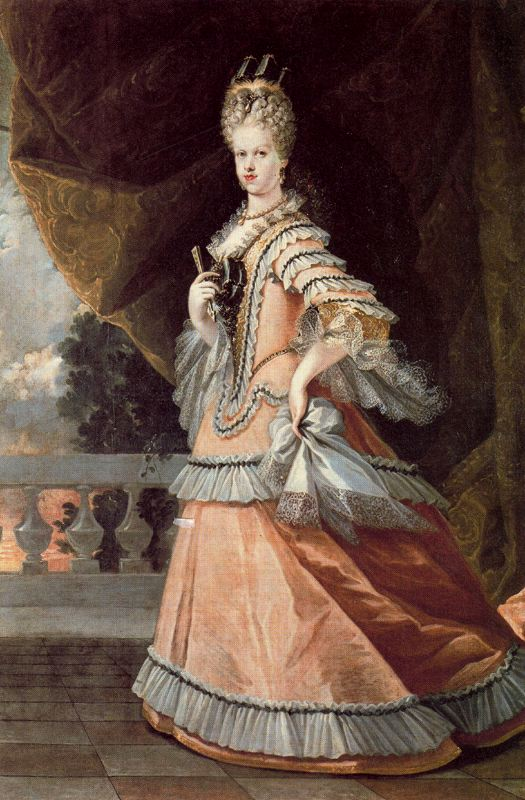
Maria Luisa Gabriella von Savoyen, Porträt von Miguel Jacinto Meléndez, 1708

Maria Luisa Gabriella von Savoyen (spanisch María Luisa Gabriela de Saboya, italienisch Maria Luisa Gabriella di Savoia; * 17. September 1688 in Turin; † 14. Februar 1714 in Madrid) war eine savoyardische Prinzessin und durch ihre Heirat mit Philipp V. von 1701 bis zu ihrem frühen Tod im Alter von 25 Jahren Königin von Spanien. Ihr Leben ist sehr gut durch den umfangreich erhaltenen Schriftverkehr mit Familienmitgliedern dokumentiert.
Maria Luisa wurde zwölfjährig mit dem spanischen König Philipp V. vermählt und fand sich im Alter von gerade einmal 13 Jahren an der Spitze der spanischen Regierung, als ihr Mann zu militärischen Unternehmungen nach Italien aufbrach. Obwohl vollkommen unerfahren in politischen Dingen und in der Staatsführung, zeigte sie sich bei diesen Aufgaben trotz ihrer Jugend schnell als eine sehr mutige Regentin. Sie legte eine für ihr Alter außergewöhnliche Beharrlichkeit an den Tag, die ihr die volle Anerkennung und die Loyalität der spanischen Granden sowie die Verehrung durch das Volk einbrachte. Ihr Engagement und entschiedenes Eintreten für die Rechte und Ansprüche ihres Mannes sicherten dem Haus Bourbon während des Spanischen Erbfolgekriegs die Krone Spaniens. Neben Ludwig XIV. war Maria Luisa Gabriella eine der wichtigsten Stützen ihres Mannes in diesen Auseinandersetzungen, die sowohl mit militärischen als auch diplomatischen Mitteln ausgefochten wurden.

## Familie
Maria Luisa Gabriella, im Familienkreis kurz Louison genannt, kam als dritte Tochter der Anne Marie d’Orléans und deren Ehemannes Viktor Amadeus II., des damaligen Herzogs von Savoyen und späteren Königs von Sizilien und Sardinien, in Turin zur Welt. Durch ihre Mutter, einer Tochter Philippes I. de Bourbons und der Henrietta Anne Stuart, war sie nicht nur Großnichte des französischen Königs Ludwig XIV., sondern auch mit dem englischen Königshaus verwandt. Eine weitere familiäre Bindung zum französischen Hof kam ab 1697 durch Marie Luisa Gabriellas ältere Schwester Maria Adelaide von Savoyen dazu, die in jenem Jahr Louis, einen Enkel Ludwigs XIV. und Herzog von Burgund, heiratete. Obwohl sie ihre Schwester nach deren Abreise nach Frankreich nie wieder sah, blieb sie ihr zeit ihres Lebens innig verbunden; ebenso ihrer Großmutter Maria Johanna von Savoyen, die neben Maria Luisas Camarera mayor Marie-Anne de La Trémoille (genannt Madame des Ursins) immer ihre engste Vertraute war.
Im Alter von zwölf Jahren heiratete die Prinzessin Philipp von Anjou, den jüngeren Bruder ihres französischen Schwagers, der als Philipp V. König von Spanien geworden war. Mit ihm hatte sie vier gemeinsame Kinder, von denen zwei das Erwachsenenalter erreichten:
- Ludwig I. (1707–1724), 1724 König von Spanien
- Philipp (Emmanuel) (*/† 1709)
- Philipp Peter (1712–1719)
- Ferdinand VI. (1713–1759), ab 1746 König von Spanien

## Leben

### Verlobung und Heirat

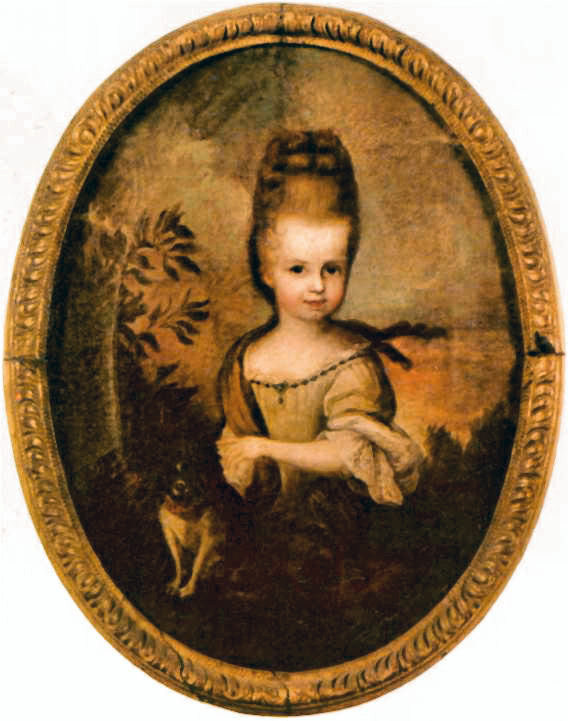
Kinderporträt Maria Luisas von 1696

Maria Luisa Gabriella wurde von ihrer Gouvernante Françoise de Lucinge, Gräfin von Noyers, erzogen. Ihre Mutter und ihre Großmutter trugen dafür Sorge, dass sie und ihre ältere Schwester Maria Adelaide eine sehr fundierte und umfassende Ausbildung erhielten, was zu jener Zeit für Töchter aus dem Hochadel Europas außergewöhnlich war.
Im Mai 1701 erreichte Viktor Amadeus II. eine offizielle Anfrage des spanischen Königs um die Hand seiner Tochter Maria Luisa. Das Ansinnen war durch Philipps Großvater Ludwig XIV. gelenkt, der durch die angestrebte Verbindung versuchte, das Herzogtum Savoyen in dem sich anbahnenden Spanischen Erbfolgekrieg auf die Seite Frankreichs zu ziehen und damit einen Verbündeten gegen das Haus Habsburg zu haben. Der Herzog zögerte zunächst, gab dann jedoch seine Einwilligung. Die Verlobung Maria Luisas und Philipps V. wurde am 1. Juni 1701 gleichzeitig in Turin und Madrid bekanntgegeben. Eine spanische Gesandtschaft unter der Leitung Carlos Omodeis, Markgraf von Castel Rodrigo und Almonacid, traf am 8. September in der Hauptstadt Savoyens ein, um die junge Braut nach einer Trauung per procurationem nach Spanien zu geleiten. Die Hochzeit fand am Nachmittag des 11. Juni 1701 in der Capella del Sudario des Turiner Doms statt. Carlo Giuseppe Doria del Maro, der erste Almosenier des Herzogs, leitete die Zeremonie, bei welcher der Bräutigam von dem Fürsten von Carignan, Emanuel Philibert, vertreten wurde. Am Abend zuvor war der Heiratsvertrag unterschrieben worden, der für die zukünftige Königin von Spanien eine Mitgift in Höhe von 300.000 Silberécu festlegte. Diese mussten jedoch nicht gezahlt werden, sondern wurden mit den Schulden der spanischen Krone gegenüber dem Haus Savoyen verrechnet.
Schon am darauffolgenden Tag verließ Maria Luisa Gabriella ihre Heimatstadt in Richtung Spanien – gemäß den Bestimmungen ihres Heiratsvertrags inkognito. Begleitet wurde sie nicht nur von der spanischen Gesandtschaft, sondern auch von zahlreichen Mitgliedern des savoyardischen Hofs, zum Beispiel der Fürstin von Carignan und ihren beiden Töchtern sowie der Fürstin von Soissons. Am 18. September traf die Reisegruppe in Nizza ein, wo Maria Luisa Gabriella zum ersten Mal ihre Camarera mayor Marie-Anne de La Trémoille traf. Der Aufenthalt dort währte acht Tage, die von Gottesdienstbesuchen, Banketten, Empfängen und Prozessionen gekennzeichnet waren. Dann schiffte sich die junge Königin am 25. September nach Barcelona ein. Wegen eines Unwetters ging es jedoch nur bis Marseille. Von dort bat Maria Luisa, die stark an ihrer Seekrankheit gelitten hatte, Ludwig XIV. darum, den Rest der Reise über den Landweg zurücklegen zu dürfen, was ihr vom französischen König gewährt wurde. Von Marseille ging es über Aix, Nîmes und Montpellier bis nach Perpignan, wo sich die junge Königin unerwarteterweise von ihrem savoyardischen Gefolge trennen musste, obwohl ursprünglich vereinbart war, dass einige der Hofdamen sie bis Barcelona begleiten sollten. Die abrupte Änderung der Reisepläne war das Werk Madame des Ursins, die Maria Luisa schnellstmöglich dem Einfluss ihrer Gouvernante entziehen wollte.

Königliche Hochzeit in Figueres, Darstellung aus dem Almanach royal des Jahres 1702

Das frisch vermählte Paar traf sich zum ersten Mal am 3. November in Figueres, wo noch am gleichen Tag in der dortigen Pfarrkirche eine zweite Hochzeitszeremonie stattfand. Bei dem danach ausgerichteten Hochzeitsmahl sollten jeweils zur Hälfte spanische und französische Gerichte aufgetragen werden, denn Maria Luisa Gabriella mochte die spanische Küche nicht. Ihre spanischen Hofdamen wollten diesen Bruch mit ihrer Kultur nicht hinnehmen und servierten ihrer neuen Herrin nur die spanischen Gerichte. Die junge Königin war über die Impertinenz ihrer zugewiesenen Ehrendamen und das Ignorieren ihrer Wünsche derart erbost, dass sie noch am Abend ihrer Eheschließung verkündete, nach Turin zurückkehren zu wollen, und ihrem frisch angetrauten Ehemann die traditionelle Hochzeitsnacht verweigerte. Maria Luisas Ankündigung versetzte den spanischen Hof in helle Aufregung. Ihre Ehrendamen mussten sich vielmals bei ihr entschuldigen und ihr höchstes Bedauern ausdrücken, ehe die junge Königin von ihrem Vorhaben abrückte. Der Zwischenfall zeigte dem spanischen Königshof, dass dieses junge Mädchen über einen äußerst starken Willen verfügte, und lehrte die Hofgesellschaft, sie – obwohl noch keine 13 Jahre alt – nicht wie ein kleines Kind zu behandeln. Der Vorfall trug nicht wenig dazu bei, dass sich Maria Luisa in der Zukunft vollkommen auf die aus Frankreich stammende Marie-Anne de La Trémoille anstatt auf spanische Hofdamen verließ.

### Erste Regentschaft

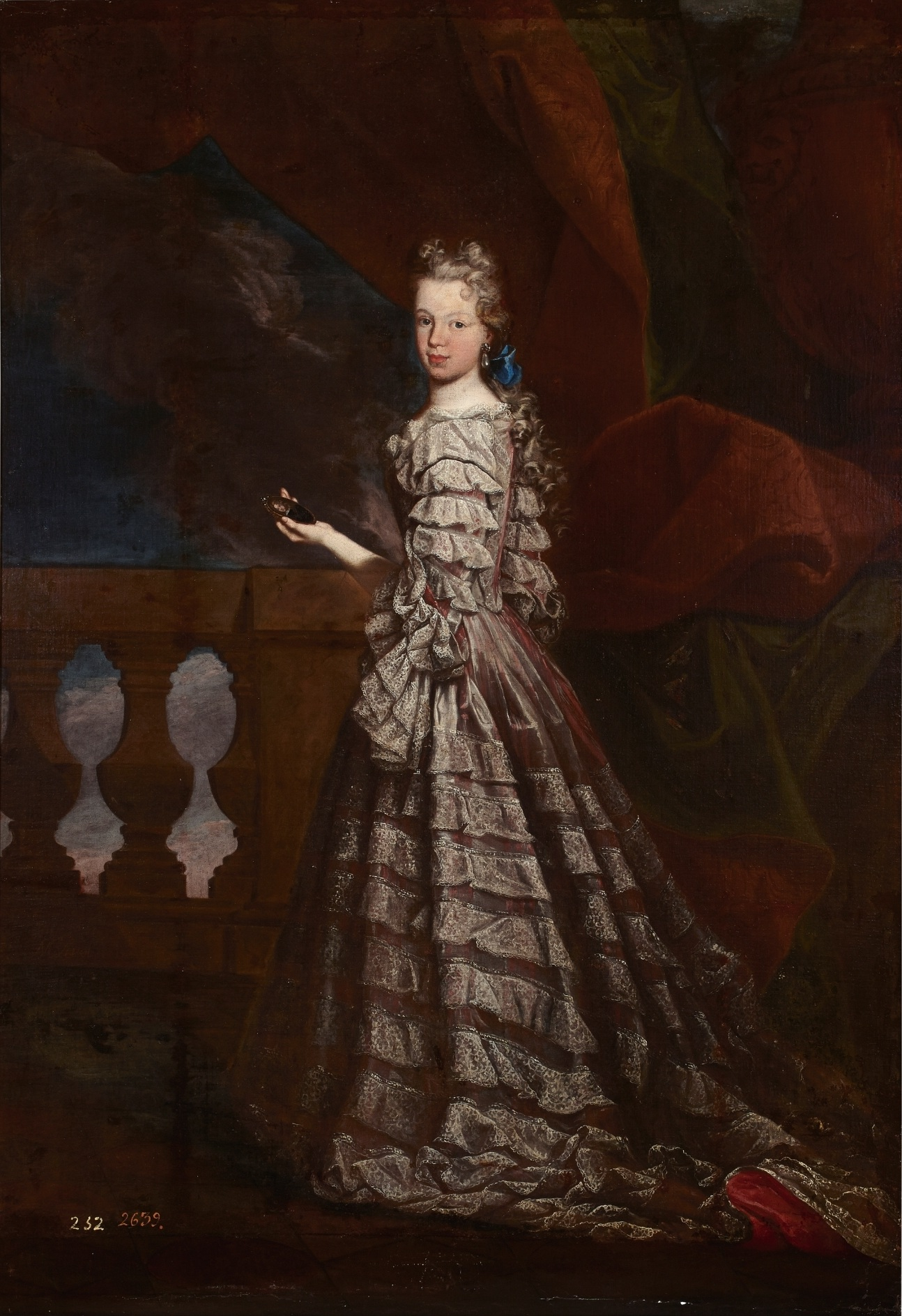
Maria Luisa Gabriella mit einem Miniaturporträt ihres Gemahls, ca. 1705 – 1709

Schon kurz nach ihrer Ankunft in Madrid begann die junge Königin damit, einige alte Sitten des spanischen Königshofes zu reformieren. Es begann mit der Änderung der spanischen Mode, die ihr – verglichen mit den von ihr gewohnten französischen Kleidern – zu steif und zu unbequem war. Um den spanischen Hof jedoch nicht allzu sehr zu brüskieren, trug sie zu offiziellen Anlässen stets die althergebrachte spanische Hoftracht, ordnete jedoch an, dass ihre Hofdamen ansonsten Mode à la française zu trägen hätten. Eine weitere sofort spürbare Veränderung war, dass Maria Luisa Gabriella die bei den Habsburger Vorgängern beliebten Zwerge vom spanischen Hof entfernen ließ. Sie waren ihr nicht nur zutiefst suspekt, sondern sie hielt sie auch für Spione im Dienste der Habsburger.
Obwohl die Ehe – wie zu jener Zeit üblich – aus rein politischen Erwägungen arrangiert worden war, war sich das Paar innig zugetan. Derweil war der Spanische Erbfolgekrieg ausgebrochen, und kaiserliche Truppen waren unter der Führung des Prinzen Eugen in das zu Spanien gehörige Herzogtum Mailand eingefallen und hielten es besetzt. Als Philipp V. Spanien am 8. April 1702 in Richtung Italien verließ, um das Territorium zurückzuerobern, war anfänglich geplant, dass ihn seine Frau begleiten sollte, weil sich die beiden nicht voneinander trennen wollten. Maria Luisa Gabriella freute sich bereits auf die Reise, weil sie sich erhoffte, ihre Familie wiedersehen zu können, doch sie beugte sich schließlich dem Wunsch Ludwigs XIV. und blieb in Spanien zurück, um während der Abwesenheit ihres Mannes dort die Regentschaft zu übernehmen. Die 13-Jährige war in politischen Dingen und in der Führung eines Staats vollkommen unerfahren, konnte sich dabei jedoch auf die tatkräftige Unterstützung durch ihre kundige Camarera mayor sowie ihren Minister Luis Manuel Fernández de Portocarrero, Erzbischof von Toledo, verlassen. Zudem fiel ihr die schwierige Aufgabe zu, eine Loyalität der spanischen Granden zu der erst kürzlich auf dem Thron etablierten Bourbonendynastie aufzubauen. Dies fiel umso schwerer, weil für die Sanierung der zerrütteten spanischen Finanzen einschneidende Reformen notwendig waren, die bei den spanischen Adligen auf wenig Gegenliebe stießen, weil diese ihre alten Vorrechte nicht verlieren wollten. Ab 1703 half ihr bei diesem heiklen Unterfangen der vom französischen Hof entsandte Jean Orry. Maria Luisa führte als Neuerung ein, dass der spanische Staatsrat täglich zu zwei Sitzungen zusammenkam, an denen sie selbst teilnahm. Obwohl sie die quälend langen Staatsratssitzungen nicht mochte, brachte ihr ihre Gewissenhaftigkeit und Ausdauer bei der Bearbeitung der anstehenden Aufgaben die große Bewunderung der Ratsmitglieder ein, weil man es in Spanien bis zu jenem Zeitpunkt nicht gewohnt war, dass die Monarchen ernsthaft mitarbeiteten. Neben den bis zu sechs Stunden dauernden Sitzungen verbrachte die Regentin ihre Tage meist mit Audienzen und den Besuchen von Kirchen und Klöstern. Als alliierte Truppen aus englischen und niederländische Soldaten während der Abwesenheit ihres Mannes auf der iberischen Halbinsel einfielen, fiel Maria Luisa auch noch die Aufgabe zu, die spanischen Kernlande zu verteidigen und deren Rückeroberung zu koordinieren.

### Machtkämpfe am spanischen Hof

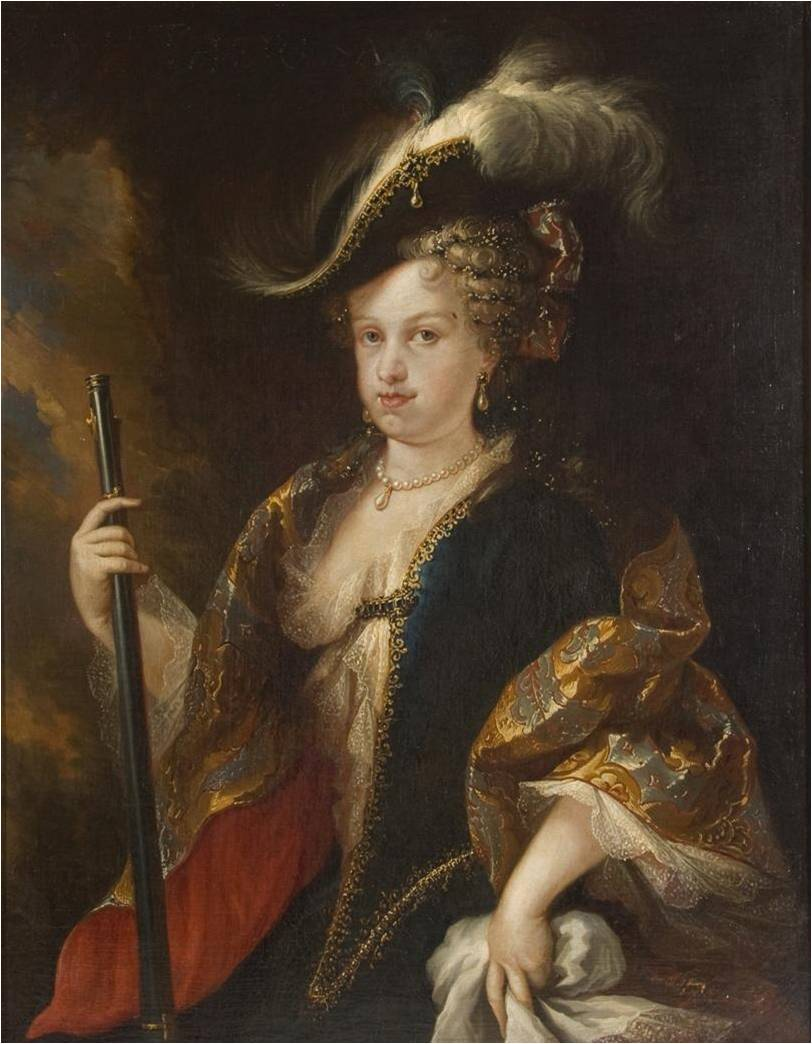
Maria Luisa Gabriella um 1712, Porträt von Meléndez

Als Philipp V. Mitte Januar 1703 aus Italien zurückkehrte, um selbst die Regierungsgeschäfte in Spanien zu übernehmen, traf mit ihm der neue französische Botschafter, Kardinal César d’Estrées, ein, der den seit geraumer Zeit erkrankten Henri d’Harcourt ersetzte. Maria Luisa setzte große Hoffnungen in ihn, denn sie erwartete – den Erzählungen Marie-Anne de La Trémoilles zufolge – einen in politischen Dingen überaus geschickten Mann, der dem König dabei helfen würde, die feindlichen Truppen aus dem spanischen Königreich zu vertreiben, doch ihre Erwartungen wurden herb enttäuscht. Der Kardinal verwickelte sich in die Intrigen am spanischen Hof, die besonders zwischen der französischen und der spanischen Partei dauerhaft schwelten. Der 75-jährige wollte es zudem nicht hinnehmen, dass er keinen uneingeschränkten Zugang zum königlichen Paar hatte, und stritt sich mit Madame des Ursins um Machtbefugnisse. Diese hatte großen Einfluss auf die Entscheidungen Maria Luisas, die wiederum von ihrem Mann wegen jeder Kleinigkeit – nicht nur in Staatsgeschäften – um Rat gefragt wurde. So waren es auch nach der Rückkehr des Königs seine junge Frau und ihre reife Camarera mayor, die Spanien regierten. Auf Betreiben Estrées plante Ludwig XIV. gegen Ende Januar 1703, die allgewaltige Marie-Anne de La Trémoille abzuberufen, was die Königin in tiefe Verzweiflung stürzte. Durch zahlreiche Briefe an den französischen König, in denen sie ihrem Kummer Ausdruck gab, schaffte sie es ihn derart umzustimmen, dass Ludwig XIV. die Entscheidung über den Verbleib Madame des Ursins am spanischen Hof seinem Enkel überließ. Der traf, wenig überraschend, eine Entscheidung nach dem Willen seiner Frau, sodass – sehr zum Missfallen Estrées – seine Widersacherin in Spanien blieb. Seit jenem Zwischenfall hasste Maria Luisa den französischen Botschafter und betrieb ihrerseits seine Abberufung, die schließlich am 10. August 1703 tatsächlich erfolgte. Der Kardinal wurde auf Wunsch Marie-Anne de La Trémoilles durch seinen Neffen Jean d’Estrées ersetzt, weil sich die Camarera mayor erhoffte, in ihm einen willfährigeren Mann vor sich zu haben, als es sein Onkel gewesen war. Doch die Hoffnung trog, denn Abbé Estrées erwies sich als wesentlich selbständiger als vorhergesehen und trat ebenfalls in Opposition zu Marie-Anne.
Ende September/Anfang Oktober 1703 verließ Maria Luisa Gabriellas Vater das Bündnis mit Frankreich und schlug sich auf die habsburgische Seite, was seine Tochter schwer traf. Trotzdem hielt sie den regelmäßigen Briefverkehr mit ihren weiblichen Verwandten in Turin aufrecht. Einen weiteren schweren Schlag musste Maria Luisa dann im März des darauffolgenden Jahres hinnehmen: In den ständigen Streitereien und Kämpfen um die Vormachtstellung an der Seite des spanischen Königspaares unterlag die Trémoille ihrem einstigen Günstling Estrées und wurde von Ludwig XIV. ihres Amtes enthoben. Doch hatte der Sonnenkönig nicht mit dem starken Willen der jungen Königin gerechnet. Sie sperrte sich gegen jede Veränderung, die vom Großvater ihres Mannes vorgeschlagen wurde, und nahm eine Blockadehaltung gegen alle Ratschläge und Befehle ein, die aus Frankreich kamen. Durch den großen Einfluss auf ihren Mann nahm dieser eine ähnliche Haltung wie sie selbst ein, sodass Ludwigs Pläne mit seinem Enkel zu scheitern drohten. Maria Luisa schrieb ihm und Madame de Maintenon derart viele Briefe, dass Marie-Anne de La Trémoille schließlich im Frühjahr 1705 eine Audienz in Versailles gewährt wurde, bei der sie die Gelegenheit bekam, sich gegenüber der französischen Krone zu rechtfertigen. Die Gespräche Madame des Ursins in Versailles waren ein voller Erfolg, und im Sommer 1705 kehrte sie – wieder eingesetzt in Amt und Würden – im Triumph nach Madrid zurück. Ihr Widersacher Estrées wurde durch Michel Jean Amelot, seigneur de Gournay sowie Präsident des Parlement de Paris, ersetzt, und Marie-Annes Einfluss auf die spanische Politik war seitdem größer denn je.

### Weitere Regentschaften
Als Philipp V. zu Beginn des Jahres 1706 nach Aragon ging, um dort an der Spitze seiner Truppen einige Revolten und Aufstände zugunsten der habsburgischen Partei niederzuschlagen, blieb seine junge Frau erneut ungewollt an der Spitze der Regierung zurück. Militärisch musste Spanien in jenem Jahr herbe Verluste hinnehmen. Barcelona war von Habsburgern eingenommen und besetzt, einer Belagerung durch spanische und französische Soldaten hatte es erfolgreich standhalten können. Mit Ausnahme Kastiliens, das loyal zu seinem bourbonischen König stand, waren alle spanischen Provinzen in der Hand der Feinde. Dann rückten feindliche Truppen sogar auf Madrid vor, sodass Maria Luisa vor diesen flüchten und die Hauptstadt verlassen musste. In aller Eile begab sie sich nach Burgos und musste auf dem ganzen Weg dorthin befürchten, von den Gegnern ihres Mannes gefangen genommen zu werden. In Burgos angekommen, ließ sie ihre Juwelen durch einen Kurier nach Frankreich bringen, um sie dort zu verkaufen oder zu verpfänden und mit dem Erlös die Truppen ihres Mannes zu finanzieren. Unter den Schmuckstücken befanden sich auch eine als La Peregrina bekannte weiße Perle von der Größe einer Muskatnuss, und ein Diamant namens El Estanguo. Trotzdem konnte nicht verhindert werden, dass der habsburgische Thronprätendent Karl Madrid ohne große Gegenwehr einnehmen konnte und dort am 25. Juni 1706 zum spanischen König proklamiert wurde. Philipps Soldaten gelang es jedoch unter der Führung des Marschalls Berwick, Madrid zurückzuerobern, sodass König und Königin im Oktober des Jahres unter großem Jubel der Bevölkerung in die Hauptstadt zurückkehren konnten. Die Freude Maria Luisas, ihren Mann endlich wiederzusehen, wurde jedoch durch die Nachricht getrübt, dass spanische Soldaten in Italien eine empfindliche Niederlage bei der Belagerung von Turin hatten hinnehmen müssen.

Abbildung aus dem Almanach royal des Jahres 1708 anlässlich der Geburt des spanischen Thronfolgers

Eine offizielle Verlautbarung des spanischen Königshauses vom 27. Januar 1707 verkündete, worauf viele Höflinge schon lange gewartet hatten: Maria Luisa Gabriella war schwanger. Am 25. August brachte sie in Madrid um 10 Uhr vormittags den Thronfolger Ludwig, Fürst von Asturien, zur Welt. Nach der Geburt verschlechterte sich ihr gesundheitlicher Zustand merklich, jedoch schob man dies vorerst auf ihre zweite Schwangerschaft, die am 1. September 1708 offiziell bekanntgegeben wurde. Trotz ihrer angeschlagenen Gesundheit engagierte sich die Königin auch weiterhin intensiv in der spanischen Politik. Gemeinsam mit Madame des Ursins, versuchte sie Anfang 1708, ihren Vater wieder auf die spanische Seite zu ziehen. Ihre Bemühungen blieben allerdings erfolglos. Ludwig XIV. hatte unterdessen die Notwendigkeit eines schnellstmöglichen Friedensschlusses erkannt und war deshalb bereit, große Zugeständnisse an seine Gegner zu machen, sogar den bourbonischen Verzicht auf Spanien schloss er nicht aus. Maria Luisa jedoch verteidigte energisch ihre Interessen während der gesamten Friedensverhandlungen, die noch fünf Jahre andauern sollten. Sie hatte entscheidenden Einfluss darauf, dass ihr Mann die Forderungen Großbritanniens, Habsburgs und der Niederlande, die seinen Verzicht auf den spanischen Thron zur Friedensbedingung machten, energisch zurückwies. Als in Spanien das Gerücht umging, der französische König wolle all seine Truppen aus Spanien abziehen und seinen Enkel fortan nicht mehr unterstützen, zerstreute die Königin die Befürchtungen, Philipp könne sich womöglich nach Frankreich absetzen, indem sie öffentlich bekanntgab, sich einer französischen Order zur Kapitulation widersetzen und den Thron bis zuletzt verteidigen zu wollen, solange das Volk nur hinter ihr stünde. Am 2. Juli 1709 brachte sie unter großer Anteilnahme des Hofs ihren zweiten Sohn Philipp-Emmanuel zur Welt, der jedoch nur wenige Tage nach seiner Geburt starb.
1710 musste Maria Luisa – erneut wegen der Abwesenheit ihres Mannes mit der Regentschaft beauftragt – ein weiteres Mal Madrid verlassen, um sich vor anrückenden kaiserlichen und englischen Truppen nach Vittoria in den Pyrenäen in Sicherheit zu bringen. Auf ihr Drängen sandte Ludwig XIV. im September des Jahres den Herzog von Vendôme, Louis II. Joseph de Bourbon, als militärischen Kommandeur nach Spanien, und das Kriegsglück begann sich allmählich zu wenden, während die Regentin in ihrem trostlosen pyrenäischen Exil so gut es eben ging die Staatsgeschäfte leitete. Gesundheitlich war sie stark angeschlagen und fühlte sich derart schlecht, dass sie den Plan hatte, zur Kur nach Bagnères-de-Bigorre zu gehen, auch auf die Gefahr hin, dass das spanische Volk ihre Reise als Flucht nach Frankreich missinterpretieren und sie ihre Untertanen damit demoralisieren könnte. Derweil gelang es, Madrid zurückzuerobern, Karl von Österreich musste die Hauptstadt im November des Jahres wieder räumen. Doch an eine Rückkehr Maria Luisas war aufgrund ihres schlechten körperlichen Zustands vorerst nicht zu denken. Im März 1711 erfasste sie ein heftiges Fieber, sodass der Hof bereits mit ihrem Tod rechnete. Tagelang schwebte die Königin zwischen Leben und Tod, ehe sich ihr Zustand im April wider Erwarten besserte und sie zumindest außer Lebensgefahr war. Doch die Genesung ging nur sehr schleppend voran, im Juni 1711 war Maria Luisa Gabriella immer noch krank. Erst im Juli erlaubte es ihr geschwächter Körper, nach Corella zu reisen, ehe sie gemeinsam mit Philipp im November nach Madrid zurückkehrte.

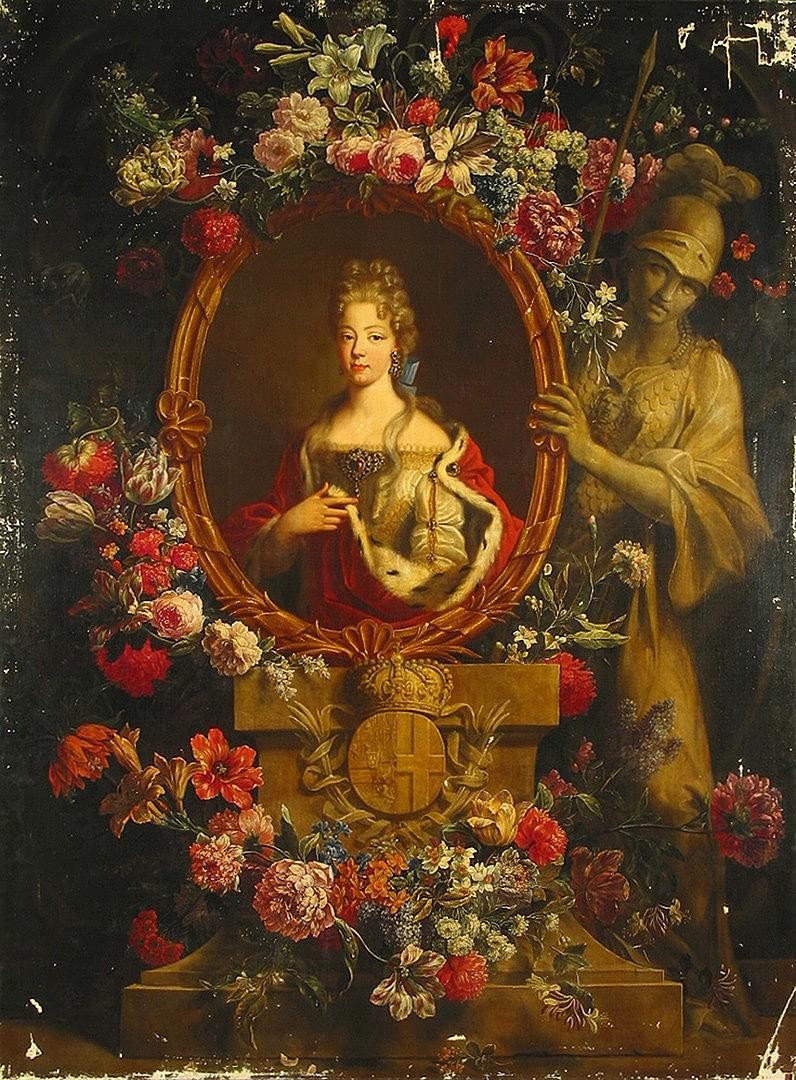
Maria Luisa Gabriella von Savoyen, Porträt von Gaspar Peeter Verbruggen (II)

Nach der Geburt ihres dritten Sohnes, Philipp Peter Gabriel am 7. Juli 1712 ging es der Königin ab März 1713 wieder dauerhaft schlechter. Ihre vierte Schwangerschaft und der Gram über die Nachricht vom frühen Tod ihrer Schwester taten ein Übriges um sie weiter zu schwächen. Die Unterzeichnung des Friedens von Utrecht am 22. Mai 1713 konnte sie nur wenig aufrichten. Er sicherte Philipp V. den spanischen Thron und die spanischen Kolonien in Amerika, im Gegenzug musste er jedoch auf sämtliche italienischen sowie niederländischen Besitzungen und auf seinen Anspruch auf den französischen Thron verzichten. In jenem Mai trat die Königin das letzte Mal öffentlich in Madrid in Erscheinung, danach verließ sie ihre Gemächer kaum noch. An ihrem 25. Geburtstag war sie in einer dermaßen schlechten Verfassung, dass es ihr nicht einmal möglich war, die Glückwünsche des Hofes zu ihrem Ehrentag entgegenzunehmen. Die zu frühe Geburt ihres vierten Kindes, des späteren Königs Ferdinand VI., am 23. September um vier Uhr morgens war dementsprechend von Komplikationen begleitet, und hinterließ Maria Luisa schwächer denn je. Auch die eigens aus Turin beorderten Ärzte konnten der Königin nicht helfen. Ludwig XIV. sandte im Februar 1714 sogar seinen Leibarzt Jean Adrien Helvétius, doch auch er war machtlos. Maria Luisa Gabriella von Savoyen überlebte den von ihr so sehr ersehnten Friedensschluss, den sie für die spanische Seite maßgeblich mitgestaltet hatte, nur um sieben Monate. Sie starb am 14. Februar um halb neun Uhr morgens an Tuberkulose und wurde im Pantheon der Könige des Klosters El Escorial bestattet.